# Айникаб-1
Айникаб-1 — археологический памятник в Дагестане, стоянка древнего человека раннеплейстоценового времени. На стоянке обнаружены орудия труда: кремнёвые чопперы, пики, многогранники.
По технико-типологическим показателям представленной на стоянке культуры её можно отнести к типичному олдовану. Геолого-геоморфологические и палинологические данные, а также палеомагнитное тестирование указывают на раннеплейстоценовый возраст памятника.
Глубина рыхлых напластований на участке превышает 10 м от поверхности. Находки были обнаружены и в верхних, и в нижних слоях многослойного памятника.
Остаётся актуальным продолжение исследований на ранее не затронутых раскопками местах, чтобы расширить археологическую коллекцию или даже найти останки древних людей. Археологические работы должны сопровождаться исследованиями, нацеленными на уточнение датировок слоёв.
Следы кострища на стоянке Айникаб-1 датируются временем около 1,7 млн л. н., но не позднее 1,24 млн лет назад. Верхняя пачка на стоянках Айникаб и Мухкай 1-2 сопоставляется с субхроном Харамильо (0,90—1,06 млн л. н.).